# Pali (Distrikt)
Der Distrikt Pali (Hindi पाली ज़िला) ist ein Distrikt im westindischen Bundesstaat Rajasthan.
Die Fläche beträgt 12.387 km². Verwaltungssitz ist die gleichnamige Stadt Pali.

## Bevölkerung
Die Einwohnerzahl liegt bei 2.037.573 (2011).